# Maurice Rioli
Maurice Rioli (Ilha Melville, 1 de setembro de 1957 - 25 de dezembro de 2010) foi um jogador de futebol australiano e político nascido na Austrália. Ele jogou no St Marys Football Club da Australian Football League e no South Fremantle Football Club da West Australian Football League. Depois de se aposentar do futebol, tornou-se político da Assembléia Legislativa do Território do Norte.